# آنتون پرونک
آنتون پرونک (هلندی: Anton Pronk؛ ۲۱ آوریل ۱۹۴۱ – ۲۶ اوت ۲۰۱۶) یک بازیکن فوتبال اهل پادشاهی هلند بود.

## باشگاهی
از باشگاه‌هایی که در آن بازی کرده‌است می‌توان به آژاکس آمستردام و اوترخت اشاره کرد.

## تیم ملی
وی همچنین در تیم ملی فوتبال هلند بازی کرده است.